# Thomas Hezel
Thomas Hezel (* 23. Mai 1961 in Oberndorf am Neckar) ist ein deutscher Filmregisseur und Unternehmer.

## Leben
Thomas Hezel besuchte das Technische Gymnasium in Rottweil. Er absolvierte ein Studium der Psychologie (Diplom), mit Nachbarfach Datenverarbeitung an der Eberhard Karls Universität Tübingen.

### Fernsehen und Kino
1984 schrieb er sich in ein Videoseminar der Universität Tübingen ein. Nach dem Seminar entstand der Kurzfilm Ppirff, der am 27. November 1985 im Berliner Kabelfernsehen zu sehen war und am 26. Juni 1986 auf dem Video-Filmfestival unabhängiger Produzenten in Tübingen als Open-Air-Leinwandprojektion gezeigt wurde.
Im Herbst 1985 zog Thomas Hezel nach Berlin, wo er als Editor, Kameramann und Mitautor für das Magazin Visuell-Aktuell Beiträge über die Berliner Kunstszene erstellte, die im neu gegründeten Offenen Kanal des Berliner Kabelfernsehens ausgestrahlt wurden.
1988, nach Beendigung des Studiums, begann Hezel bei der Regina Ziegler Filmproduktion als Fahrer.
Er machte ein Regieassistenten-Praktikum bei der amerikanischen Produktion Die Killer-Brigade (The Package). Danach arbeitete er als Continuity- und Script Supervisor für unterschiedliche deutsche Serien, Fernseh- und Kinofilmproduktionen.
Es folgten etliche Jahre als Regieassistent für deutsche Fernseh- und Kinoproduktionen mit einem Zwischenspiel als Continuity- und Second-unit-Coordinator bei dem internationalen Kinofilm Duell – Enemy at the Gates von Jean-Jacques Annaud.
Zunehmend arbeitete Hezel für deutsche Fernsehproduktionen im Ausland. Er wurde von Wolfgang Rademann zum Traumschiff geholt.
Schließlich bot ihm Studio Hamburg, für das er schon bei fünf Tatorten mit Manfred Krug gearbeitet hatte, eine Regie bei der Serie Großstadtrevier an. Es folgten zwei Regiearbeiten für Rosamunde Pilcher in England (Über den Wolken – in Cornwall und Sommer der Liebe – in Poole) und ein Fernsehspiel Emilie Richards – Das Paradies am Ende der Welt, das in Neuseeland gedreht wurde und den Grundstein für eine neue ZDF-Reihe am Sonntagabend legte.

### Unternehmer
Thomas Hezel ist Mitglied des Innovationsforums IPTV – Internet basiertes Fernsehen – Fernsehen der Zukunft. Er betreibt eine Agentur „hezel & partner“ als Consulter für die Automobilindustrie, für Unternehmerverbände, im Gesundheitswesen, erneuerbare Energien und im Immobiliensektor. Darüber hinaus führt er weiter Regie bei ausgewählten Fernsehfilmen und entwickelt neue Filme.

## Filmografie

### Regie
- 1990: InterRent Europcar – erste Autovermietungs-Zentrale in Ost-Berlin / PR-Film
- 1995: Rosenstolz – Mittwoch is’ er fällig / Video-Clip
- 1996: Insider-Menschen vor und hinter der Kamera / Kurzfilm
- 1996–97: Einfach genial / Erfindermagazin
- 2001: Großstadtrevier – Folge Johnny
- 2005: Rosamunde Pilcher – Über den Wolken
- 2006: Rosamunde Pilcher – Sommer der Liebe
- 2009: Emilie Richards – Das Paradies am Ende der Welt
- 2010: Inga Lindström – Schatten der Vergangenheit
- 2010: Emilie Richards – Sehnsucht nach Paradise Island
- 2012: Das Traumschiff – Bali